# آیرسوم پارک
آیرسوم پارک (به انگلیسی: Ayresome Park) نام ورزشگاه اختصاصی قدیمی و تخریب شده باشگاه میدلزبورو در شهر میدلزبورو در شهرستان یورک شایر شمالی، انگلستان است.
این ورزشگاه از سال ۱۹۰۳ تا سال ۱۹۹۵ زمین خانگی باشگاه میدلزبورو بود. ظرفیت این ورزشگاه ۲۶٬۶۶۷ بود. این ورزشگاه یکی از ورزشگاه های میزبان جام جهانی فوتبال ۱۹۶۶ در انگلیس بود.

## تخریب
در پی حادثه هیلزبورو و ابلاغ گزارش تیلور به تیم‌های فوتبال انگلیس که آنها را موظف به یک سری اقدامات برای بالا بردن سطح امنیت سکوهای ورزشگاه‌ها می‌کرد باشگاه میدلزبورو تصمیم به ساخت ورزشگاه جدید و تخریب این ورزشگاه قدیمی گرفت.